# Prey (Eure)
Prey ist eine französische Gemeinde mit 976 Einwohnern (Stand: 1. Januar 2022) im Département Eure in der Region Normandie. Sie gehört zum Arrondissement Évreux und zum Kanton Saint-André-de-l’Eure. Die Einwohner werden Preyens und Preyennes genannt.

## Geografie
Prey liegt etwa neun Kilometer südsüdöstlich von Évreux. Umgeben wird Prey von den Nachbargemeinden Saint-Luc im Norden und Nordosten, La Baronnie im Osten und Südosten, La Forêt-du-Parc im Süden und Südosten, Grossœuvre im Westen sowie Guichainville im Nordwesten.

## Einwohner
| Jahr      | 1962 | 1968 | 1975 | 1982 | 1990 | 1999 | 2006 | 2013 | 2020 |
| --------- | ---- | ---- | ---- | ---- | ---- | ---- | ---- | ---- | ---- |
| Einwohner | 366  | 391  | 775  | 817  | 841  | 742  | 824  | 938  | 968  |

## Kultur und Sehenswürdigkeiten
- Kirche Notre-Dame aus dem 15./16. Jahrhundert, seit 1954 als Monument historique eingeschrieben

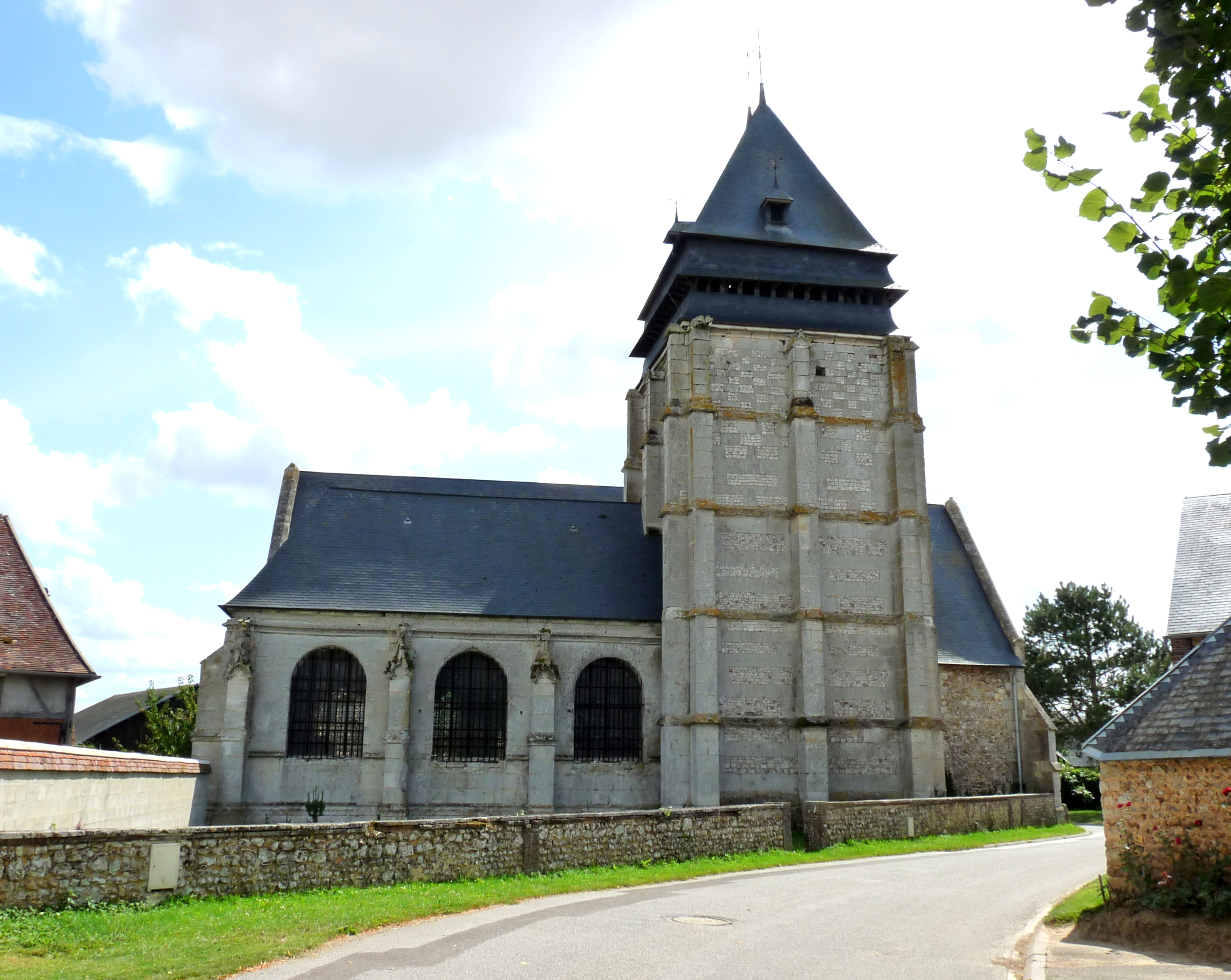
Kirche Notre-Dame